# 13, la comédie musicale
 (août 2025).
Pour plus de détails, voir Fiche technique et Distribution.
13, la comédie musicale (13: The Musical) est un film américain réalisé par Tamra Davis, sorti en 2022.

## Synopsis
Evan quitte New York pour l'Indiana après le divorce de ses parents. Elle espère faire de sa bar-mitsvah une fête mémorable.

## Fiche technique
- Titre : 13, la comédie musicale
- Titre original : 13: The Musical
- Réalisation : Tamra Davis
- Scénario : Robert Horn d'après la comédie musicale 13 de Jason Robert Brown, Dan Elish et Robert Horn
- Musique : Jason Robert Brown et Christopher Lennertz
- Photographie : Adam Santelli
- Montage : Joe Galdo
- Production : Neil Meron
- Société de production : Netflix et Zadan / Meron Productions
- Pays :  États-Unis
- Genre : Comédie dramatique, film musical et teen movie
- Durée : 91 minutes
- Dates de sortie : 
  - Netflix : 12 août 2022

## Distribution
- Eli Golden : Evan
- Josh Peck : Rabbi
- Debra Messing : Jessica
- Peter Hermann : Joel
- Rhea Perlman : Ruth
- Gabriella Uhl : Patrice
- Jonathan Lengel : Archie
- JD McCrary : Brett
- Nolen Dubuc : Malcolm
- Ramon Reed : Eddie
- Luke Islam : Carlos
- Liam Wignall : KC
- Kayleigh Cerezo : Molly
- Khiyla Aynne : Charlotte
- Frankie McNellis : Lucy Hallman
- Shechinah Mpumlwana : Cassie
- Lindsey Blackwell : Kendra
- Willow Moss : Zee
- Chanakya Mukherjee : M. Khatri

## Accueil
Le film a reçu un accueil mitigé de la critique. Il obtient un score moyen de 57 % sur Metacritic.